# Cash pooling
Cash pooling – inaczej umowa o wspólnym zarządzaniu płynnością finansową lub umowa konsolidacji rachunków bankowych – usługa finansowa umożliwiająca wzajemne bilansowanie sald rachunków spółek należących do tej samej grupy kapitałowej. Zgromadzoną kwotą zarządza uczestnik wiodący (ang. pool leader).
Dzięki tej usłudze grupa zyskuje silniejszą pozycję negocjacyjną, wyższą wiarygodność kredytową, bardziej efektywnie wykorzystuje środki pieniężne, obniża koszty odsetkowe.
W Polsce, dla celów statystycznych usługa klasyfikowana jest w PKWiU 65.23.10 jako „usługi pośrednictwa finansowego, gdzie indziej niesklasyfikowane”. Usługa zwolniona jest z opodatkowania VAT, ponadto, jako niespełniająca wszystkich elementów umowy pożyczki, nie podlega opodatkowaniu podatkiem od czynności cywilnoprawnych.

## Literatura
- Marek Domagalski, Wspólne konta ułatwią grupowe inwestycje, „Prawo co dnia”, dodatek do dziennika „Rzeczpospolita” z 15 maja 2008, nr 113 (8014), s. C1.
- Krzysztof Kaczmarek, Paweł Rokicki, Jak opodatkowane są umowy cash poolingu, „Dobra Firma”, dodatek do dziennika „Rzeczpospolita” z 21 kwietnia 2008, nr 1130/94 (7995), s. 6-7.
- Poradnia podatkowa. Czy cash pooling podlega PCC, „Tygodnik Podatkowy”, dodatek do dziennika „Gazeta Prawna” z 25 sierpnia 2008, nr 165 (2287) s. A13.